# Herz-Jesu-Kapelle (Pleinfeld)

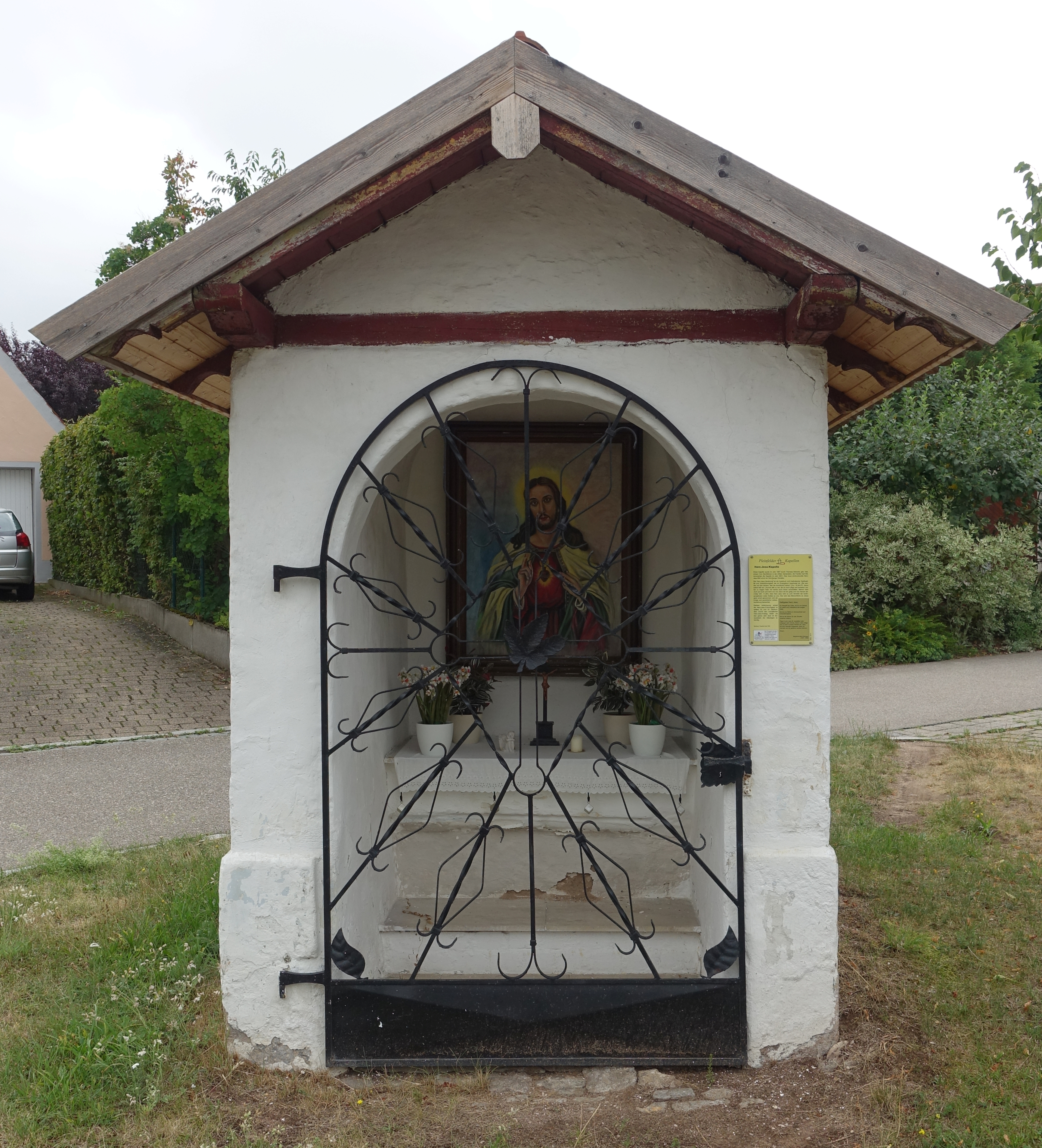
Die Kapelle

Die Herz-Jesu-Kapelle ist eine römisch-katholische Kapelle in Pleinfeld, einem Markt im mittelfränkischen Landkreis Weißenburg-Gunzenhausen. Das Bauwerk ist unter der Denkmalnummer D-5-77-161-42 als Baudenkmal in die Bayerische Denkmalliste eingetragen. Die Kapelle ist nicht mit der Herz-Jesu-Kapelle an der Mandlesmühle im Norden Pleinfelds und der dem Herz Jesu geweihten Kapelle im Pleinfelder Gemeindeteil Hohenweiler zu verwechseln.
Das Gebäude steht an der Einmündung des Ahornwegs in die Stirner Straße unweit des Ortsrands auf einer Höhe von 393 m ü. NHN. Das Bauwerk ist ein kleiner massiver Bau mit Flachsatteldach und wurde 1867 im Auftrag von Theresia Albrecht, geborene Veit, errichtet. Innen befinden sich ein Gemälde Jesu Christi und ein kleines hölzernes Kreuz.